# 巴亞鄉 (圖爾恰縣)
44°43′N 28°40′E / 44.717°N 28.667°E
巴亞鄉（羅馬尼亞語：Comuna Baia, Tulcea），是羅馬尼亞的鄉份，位於該國東南部，由圖爾恰縣負責管轄，面積198平方公里，海拔高度10米，2002年人口4,813，人口密度每平方公里24人。